# 映クラ
映クラ株式会社（えくら）は、本社を広島県福山市に置く、広島県・岡山県でメガフランチャイジー経営する企業。
ファーストフード、レストラン、ベーカリー、中古車買取・販売専門店、書店、コンビニエンスストア、携帯電話販売店等を経営する。

## 概要
事業内容として、広島県・岡山県での「大阪王将」、「八剣伝」「酔虎伝」、「焼肉一楽」、「ラビット」、「石窯パン工房 エスポワール」「石窯パン工房 ルヴァン」、「CARD BOX」、「宮脇書店」、「ファミリーマート」、「auショップ」などを柱として展開している。
事業部門において、フランチャイズ本部に加盟契約を締結して店舗展開を行っているフランチャイジー業態と、同社が独自に開発し、店舗展開を行っているオリジナルブランド業態がある。

## 沿革
- 1979年5月 - 設立。
- 2008年7月1日 - はるやま商事株式会社より複合カフェ事業「クラブモンブラン」を事業譲受[1][2]。
- 2013年8月25日 - 複合カフェ事業「クラブモンブラン」を株式会社ヴァリックに事業譲渡（店舗名称も「快活CLUB」に変更）。

## 店舗

### 王将事業部
- 餃子を中心とする中華料理チェーン 「大阪王将」 12店舗

### 飲食事業部
- 居酒屋 「八剣伝」「酔虎伝」 10店舗
- 焼肉チェーン店 「焼肉一楽」 3店舗

### ラビット事業部
- 中古車買取・販売専門店 「ラビット」 4店舗

### ベーカリー事業部
- ベーカリー 「石窯パン工房 エスポワール」「石窯パン工房 ルヴァン」 3店舗

### 書籍・トレカ事業部
- トレーディングカードの販売・買取 「CARD BOX」 4店舗
- 書店 「宮脇書店」 1店舗

### あすなろ事業部
- コンビニエンスストア 「ファミリーマート」（エスコ株式会社による運営） 11店舗
- 携帯電話販売店 「auショップ」 1店舗

### 不動産事業部
- 学生マンション
- 一般賃貸マンション
- エスポ三原

### 過去の店舗
- 複合カフェ「クラブモンブラン」：2013年8月25日をもって株式会社ヴァリックに事業譲渡（店舗名称も「快活CLUB」に変更）。
  - 大阪門真店（大阪府門真市）：2010年10月24日閉店。株式会社カジ・コーポレーションに譲渡され、同年12月7日に店舗名称をそのまま引き継いで開店[3]。2011年3月1日にまんがネットRAUM大阪門真店へ改称[4]。2012年3月31日閉店。有限会社ライズカンパニーに譲渡され、同年11月9日にカラオケミッキー門真店として開店
  - 松江店（島根県松江市）：2012年12月9日閉店。株式会社ヴァリックに譲渡され、2013年2月7日に快活CLUB松江店として開店[5]。
  - 大安寺店（岡山県岡山市北区）：「クラブモンブラン」として最後まで残っていた店舗。2013年8月25日閉店。株式会社ヴァリックに譲渡され、同年10月24日に快活CLUB岡山大安寺店として開店[6]。
  - 岡山駅前店（岡山県岡山市北区）：2010年1月17日閉店。
  - 青江店（岡山県岡山市北区）：2012年9月25日閉店。株式会社ヴァリックに譲渡され、同年11月22日に快活CLUB岡山青江店として開店[7]。
  - 高屋店（岡山県岡山市中区）：2012年9月25日閉店。株式会社ヴァリックに譲渡され、同年11月22日に快活CLUBフレスポ高屋店として開店[7]。
  - 東深津店（広島県福山市）：2012年9月25日閉店。株式会社ヴァリックに譲渡され、同年11月1日に快活CLUB福山東深津店として開店[8]。
  - 三次十日市店（広島県三次市）：2012年4月20日閉店。株式会社かばはうすに譲渡され、同年11月21日に炉端かば三次店（居酒屋）として開店。
  - 宇多津店（香川県綾歌郡宇多津町）：2012年12月16日閉店。株式会社ヴァリックに譲渡され、2013年2月14日に快活CLUB宇多津店として開店[9]。
  - 福岡古賀店（福岡県古賀市）：紳士服のはるやま2階にあった。1階にあった紳士服のはるやまとともに2013年5月26日閉店。1階・2階部分ともに有限会社シード・エンターテイメントに譲渡され、同年8月15日に自遊空間古賀店として開店[10]。